# ペール・ヤコブソン
ペール・ヤコブソン（Per Jacobsson、1894年2月5日 – 1963年5月5日）は、スウェーデンの経済学者、1956年11月21日から国際通貨基金 (IMF) 第3代専務理事に就任し、1963年に死去するまでその任にあった。

## 経歴
スウェーデンのヴェストラ・イェータランド県タヌムに生まれたヤコブソンは、ウプサラ大学から法学と経済学の学位を得た。ストックホルムでいったん教職に就き、グスタフ・カッセル、クヌート・ヴィクセル、ベルティル・オリーンらと接触しながら、学術論文を発表した。1920年から1928年まで、国際連盟の職員となり、ロンドン、ジュネーブ、ウィーンなどで経済情勢分析の報告書作成の業務に就いていた。
1928年にはスウェーデンに帰国し、政府の経済防衛委員会の事務局長となった。その後、イーヴァル・クルーガーの下で顧問として働いた。
次いで1931年からは国際決済銀行に勤め、1956年まで顧問兼通貨経済部長として在籍した。
国際決済銀行（BIS）経済顧問としてスイスに駐在していた1945年、同じく国際決済銀行に出向していた横浜正金銀行の北村孝治郎・吉村侃の両名（そのバックには、スイス公使の加瀬俊一とスイス駐在武官だった岡本清福がいた）と、アメリカの諜報機関戦略情報局 (OSS)のアレン・ウェルシュ・ダレスとの間で、日本の終戦工作の仲介をおこなった。1946年10月、世界銀行の経済顧問となった。そしてヨーロッパ支払同盟の構想にポンドをふくむよう訴えた。
1953年、ヤコブソンは論文を発表し、国際連合経済社会理事会の完全雇用レポートを「コストと物価の間のバランスの問題をほとんど完全に無視」していると批判。ケインジアンが賃金労働者に有利な所得再分配に興味を示し、生産コスト増大が利潤に及ぼす影響を軽視していることに懸念を示した。

### IMF専務理事
1956年12月、ヤコブソンはIMF専務理事となり、1963年5月5日に死去するまでその座にとどまった。ヤコブソンの専務理事就任はIMFの大きな転換点であり、IMFの最盛期をもたらしたとされる。
ヤコブソンを専務理事に推薦したのはアメリカ財務次官補であり、アメリカ銀行協会元会長のバージェスであった。このことは当初IMF創設に反対していたニューヨーク金融界とIMFの和解を意味していた。また、反ケインジアンであるヤコブソンのもとで、初期IMFの特徴であるケインズ的な思考傾向が弱められ、貸し手であるIMFの立場を反映した、プラグマティズムな独自の経済思想が成立した。「IMFの経済学」ともいえる独自の手法はその後もIMFに引き継がれている。
また、ヤコブソンはアメリカ合衆国大統領ドワイト・D・アイゼンハワーから信頼され、BIS時代の人脈を基にヨーロッパ諸国を調整するのにたけていた。西欧主要通貨の交換性を回復させ、IMF融資を軌道に乗せ、為替自由化を推進した。
1956年のスエズ運河国有化を機に、エジプトとイギリス・フランスの間で第二次中東戦争が勃発した。ポンド不信と外貨準備不足に直面したイギリスは、アメリカの圧力に屈して無条件撤退を受け入れる。すると、IMFはイギリスに対して多額の融資を認めた。その後もIMFはイギリスに融資し続け、1965年までのIMF融資の4割を占めるほどであった。ヤコブソンは「英国びいき（アングロファイル）」（バーンスタイン）と揶揄されたが、ドルに次ぐ基軸通貨であり、準備通貨・貿易取引通貨として高い重要性を持つポンドを支える必要からのものであった。しかし、1960年代にポンドの国際通貨としての重要性が低下すると、先進国（特にイギリス）に緩く、途上国に厳しい貸出条件への批判が高まり、フランス・ブラジルなどが異議を唱えるようになった。
1957年にヤコブソンは、ケインジアンであったIMF調査局長エドワード・バーンスタインが執筆したIMFレポート「長期化する賃金と物価のリンク」の書き直しを命じた。7月の理事会でヤコブソンは、賃金・物価のリンクは信用拡張と結びつけばインフレを加速化し、安定化の妨げになると批判した。この論文は修正されることとなり、10月に提出されたレポートは賃金・物価リンクに否定的なトーンとなるが、大規模な長期的インフレに対処されるときのみ正当化されるとされた。理事たちから賛否が出る中で、オーストラリアの理事が理事会で理論的なスタッフペーパーの内容を議論することの意義を問い、議論は打ち切られた。1958年、バーンスタインはIMFを辞任するが、このことはIMFのケインズ思想排除を象徴する出来事と見なされている。
1958年以降、アメリカの国際収支悪化と金の流出が起こり、ドルの信認低下が懸念された。世界経済成長のためドルを供給して国際流動性を高めればドル信認低下を招き、ドル供給を阻害すれば世界経済成長を阻害するというトリフィンのジレンマが大きな波紋を呼んだ。これを受けて、1958年10月にバーンスタインは、自国通貨をIMFに差し出す協定を国際収支黒字国とIMFの間で締結することで、金・ドル・ポンド以外の国際的流動性を創出することを提唱した。1961年にはスプロール委員会も金・ドル・ポンド以外の国際流動性の必要性を説く報告を提出し、それを受けてアメリカ大統領に就任したジョン・F・ケネディも金の公定価格維持を表明した。翌月、ヤコブソンは理事会に「IMFの将来の活動」と題するペーパーを配布し、IMFが中心となって国際流動性の補強を行う意思を表明した。
こうして先進工業国からの資金借入でIMFの資金を補強する案が、1961年5月の理事会に提出された。フランス・オランダは追加資金は不要だと述べ、ドイツの理事が貸出条件の弛緩を懸念するなど、ヨーロッパ大陸諸国には不評だった。背景には、イギリスがIMF借入を拡大し続けていることへの懸念があったとされる。9月にウィーンで開催されたIMF・世界銀行総会では、ヤコブソンが提案したIMFの資金借入構想にたいして、釘を指す意見が出された。11月にはパリの国際会議で、IMFに主導権を持たせる案をヤコブソンが提出したが、アメリカ・フランスの意向によりこの案は退けられた。代わりに資金提供国にのみ借入を認め、資金供与の決定権を出資国が持つ、一般借入取極（GAB、The General Arrangements to Borrow）の創設が決定された。ヤコブソンの案が通らなかったことは彼の名声を傷つけ、アメリカ政府内では次期専務理事に「柔軟で理解のある人物」を求める声が上がった。この頃になると、ドル不足を解消し、為替自由化を達成した先進諸国にとってIMFは桎梏となりつつあった。先進各国はアメリカの影響が強いIMFよりも先進国間の閉鎖的グループを好むようになり、アメリカもIMFを飛び越えてこれらの国々と直接的に関与するようになっていた。

## 家族

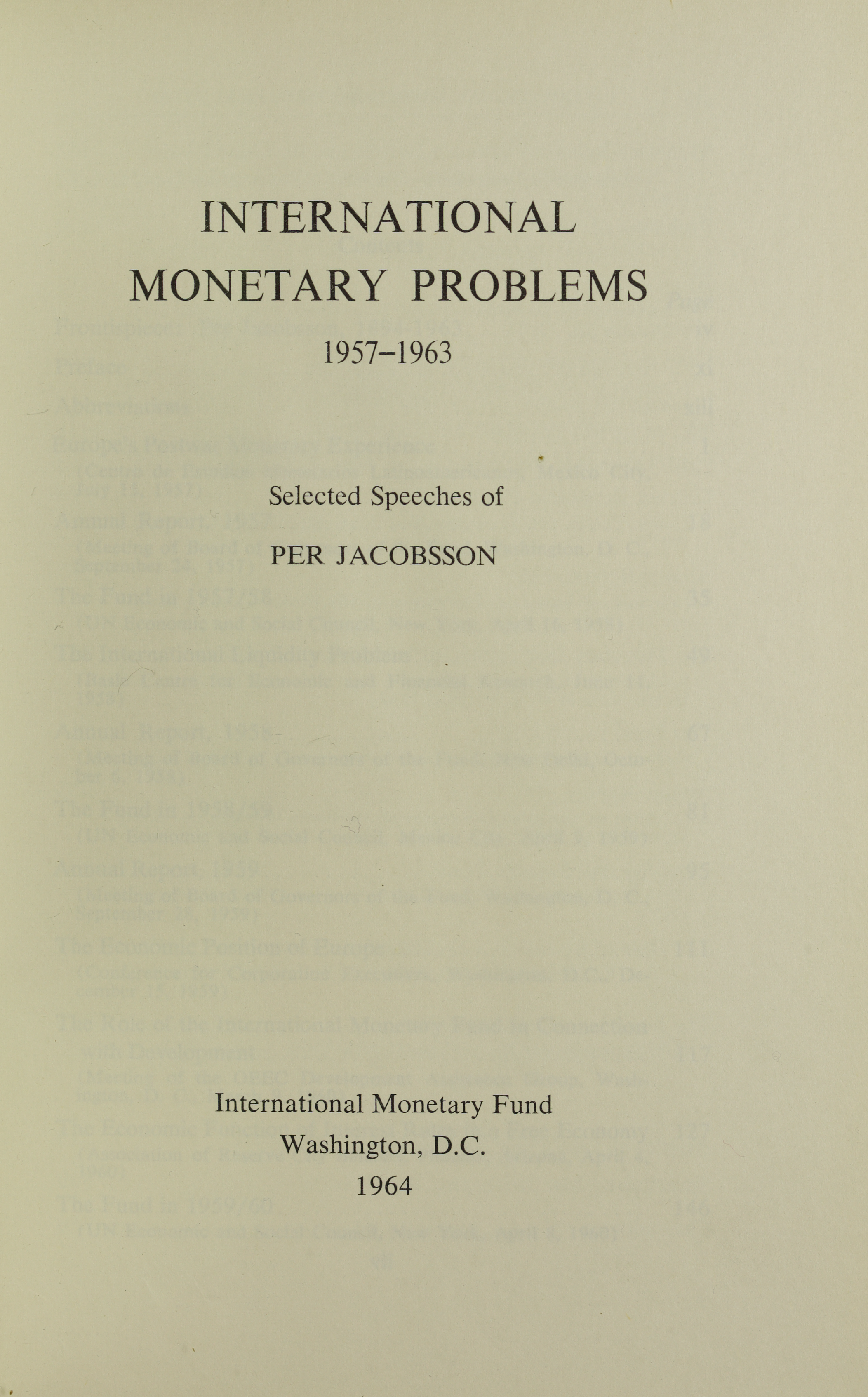
International monetary problems, 1964

ヤコブソンの娘で芸術家であったモイラ (Moyra) は、初めて1マイルを4分以内に走破したことで知られるイギリス代表のオリンピック選手で医師だったロジャー・バニスターと結婚した。
ヤコブソンの没後、遺族の意向によってペール・ヤコブソン財団 (Per Jacobsson Foundation) が設立された。その目的は、国際金融問題についての議論と、この分野の基礎研究を支援することにある。